# NBC Entertainment
NBC Entertainment est une société de production de télévision américaine qui fait partie du groupe NBCUniversal.
Parmi les programmes produits par NBC Entertainment, on peut citer les séries télévisées Mes plus belles années, Boomtown, Urgences, Frasier, Friends, New York, police judiciaire, Will et Grace ou Révélations et les émissions de flux The Tonight Show with Jay Leno, Late Night with Conan O'Brien ou Saturday Night Live.